# Proporz
La Proporz, contrazione di Proportionalität, è una dottrina storica della politica dell'Austria secondo cui i posti di governo sono assegnati alle parti sociali in proporzione al loro sostegno elettorale. Tuttavia, i recenti sviluppi, sia interni che esterni, hanno indebolito l'influenza del sistema Proporz nella politica austriaca.

## Il principio di base
Con il sistema della Proporz, i posti di ministri del gabinetto sono riempiti dai membri del partito il più vicino possibile in proporzione ai voti vinti dai loro rispettivi partiti alle elezioni generali.
Così, ad esempio, il portafoglio del Ministro del lavoro e delle relazioni sociali era quasi sempre tenuto da un membro del Partito Socialdemocratico d'Austria (SPÖ), mentre il conservatore Partito Popolare Austriaco (ÖVP), con il tradizionale sostegno degli agricoltori, il ministero che controllava l'agricoltura e la silvicoltura.
In questa forma di base, il principio non sarebbe esclusivo per l'Austria, ma sarebbe un elemento di molti paesi che hanno tradizionalmente governi di coalizione (Belgio, Paesi Bassi, Svizzera).

## Origini
Il sistema Proporz nacque dall'esigenza di una governance equilibrata e consensuale nei primi anni della seconda repubblica austriaca. A quel tempo, la nazione fu consumata nel tentativo di ricostruire il paese dopo la devastazione della seconda guerra mondiale. Inoltre, la nazione era ancora perseguitata dallo spettro della fazione ideologica che aveva caratterizzato la prima repubblica austriaca.
Così, la  Proporz è intimamente legata all'idea della grande coalizione, in cui i principali partiti politici, nel caso dell'Austria del dopoguerra, la SPÖ e l'ÖVP, partecipano al governo.

## Degenerazione e riforma
Tuttavia, in un secondo momento la dottrina degenerò in un sistema di mecenatismo e nepotismo che pervade troppi aspetti della vita austriaca. Le posizioni burocratiche minori venivano comunemente assegnate dall'appartenenza al partito. La Proporz si estese fino al sistema educativo, alle carriere universitarie, al servizio sanitario nazionale e persino all'attività bancaria, in cui partiti politici e comuni erano tradizionalmente strettamente coinvolti.
Il risentimento del sistema tra vasti strati della popolazione si era diffuso alla fine degli anni '90; la critica di Jörg Haider al sistema gli ha fruttato il sostegno di molti elettori centristi non necessariamente sostenitori del suo nazionalismo e della sua retorica anti-immigrazione.
Quando il suo partito, il Partito della Libertà Austriaco (FPÖ), aderì al governo nel 2000, molti si aspettavano una sospensione del sistema in tutti i campi eccetto il governo stesso. Tuttavia, oggi poche persone sostengono che sia accaduto. I sostenitori di Haider sostengono che le riforme sono state ostacolate dalla resistenza del partner della coalizione, il Partito popolare austriaco (ÖVP). I suoi detrattori sostengono che Haider non ha mai avuto una vera riforma in mente, ma si è semplicemente sforzato di sollevare membri della sua stessa disposizione politica in posizioni di potere (una pratica denominata umfärben in tedesco, che si traduce approssimativamente come "ri-colorazione").
L'appartenenza dell'Austria all'Unione europea ha probabilmente ridotto il grado in cui il governo può interferire in attività private come le telecomunicazioni e il settore bancario, dove la Proporz era stata onnipervadente. Soprattutto, c'è stato un cambiamento epocale nell'atteggiamento del pubblico nei confronti della pratica e nella sua volontà di affrontarlo.
In conclusione, si può sostenere che, se non sono del tutto scomparsi dalla politica dell'Austria, le idee della Proporz sono oggi molto meno diffuse di quanto non fossero solo un decennio fa.